# Eau de fleur d'oranger

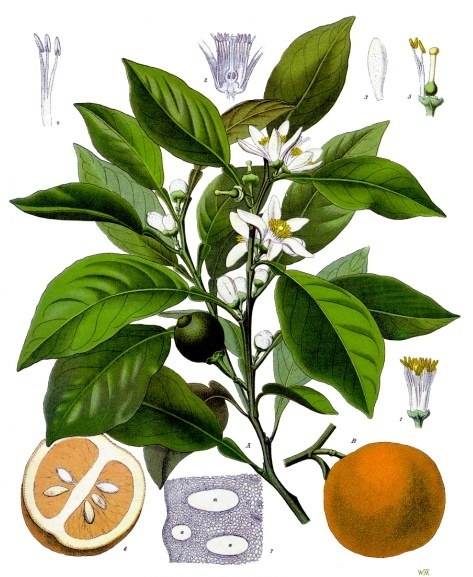
Bigaradier.

L’eau de fleur d'oranger est un co-produit (eau de distillation ou hydrolat) issu de l'hydrodistillation des fleurs de l'oranger amer (bigaradier) pour la fabrication d'essence de néroli. 
L’eau de fleur d'oranger doit contenir, selon le Codex alimentarius, un minimum de 0,3 g par litre de composé aromatique. Selon la profession, une eau, jugée « de bonne qualité », en contient entre 0,5 et 0,6 g. Au-delà de 0,9 g, l’huile essentielle n'est plus miscible et commence à se séparer, il se forme alors à la surface de l'hydrolat ce que l’on appelle des « yeux ». Dans les pays où l’eau de fleur d’oranger est d'usage (Maroc, Algérie, Tunisie, Liban et Syrie), ces « yeux » sont des signes d'une eau de qualité.

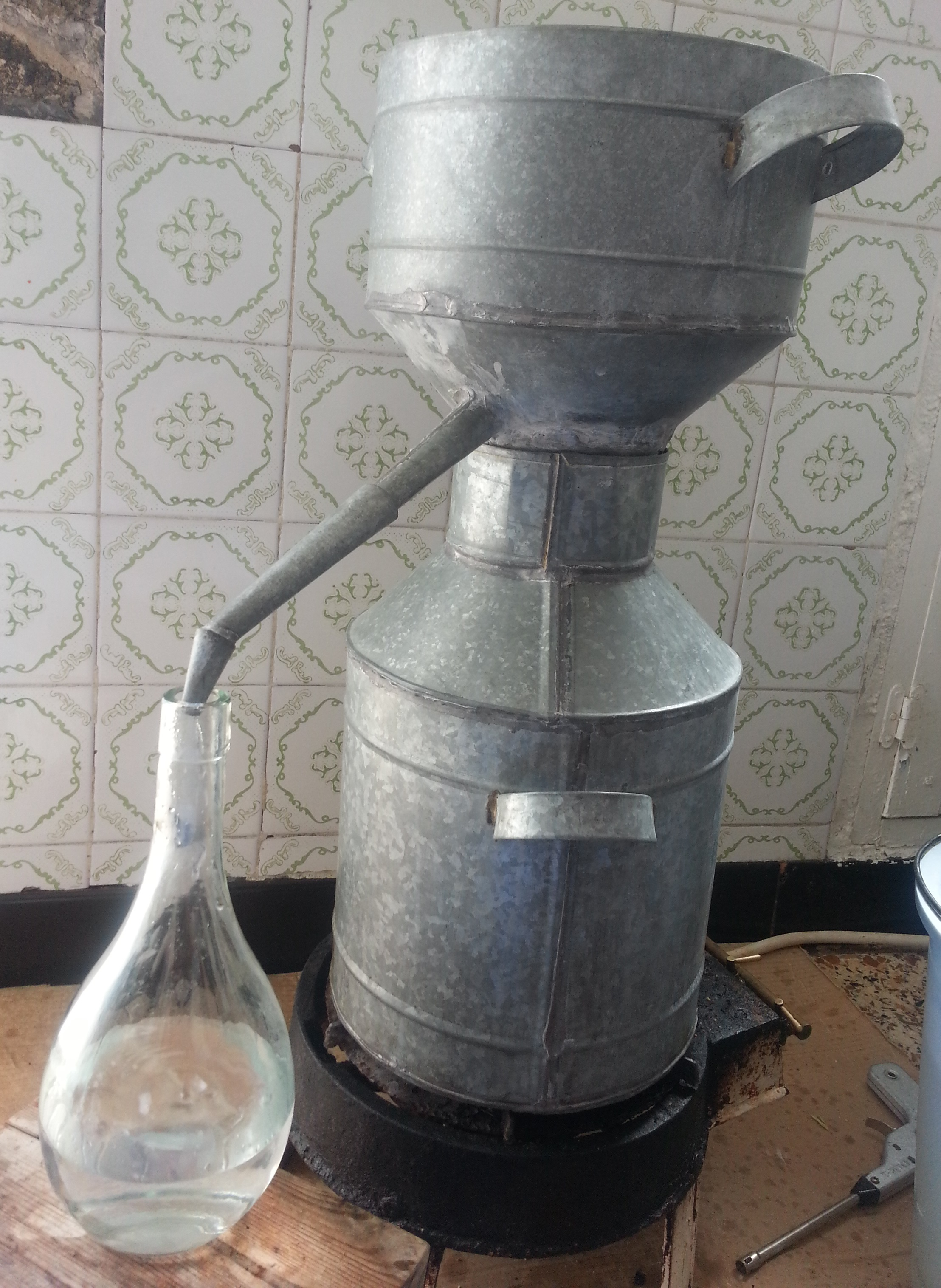
Distillation de fleurs de bigaradier.

## Description

### Extraction
Les techniques d'extraction conventionnelles (macération,  percolation, distillation en alambic en phase vapeur, digestion et extraction Soxhlet) donnent des eaux moins riches que les nouvelles techniques d'extraction dont l'extraction assistée par ultrasons, l'extraction liquide sous pression, l'extraction assistée par micro-ondes, l'extraction assistée par enzyme et l'extraction par fluide supercritique. 
Les anciennes préconisations sont de récolter les fleurs par temps sec et d'éviter le cœur de la fleur moins aromatique.

### Composition
- Les composés phénoliques sont principalement des polyphénols - flavonoïdes et les acides phénoliques - connus pour leur activité antioxydante et anti-inflammatoire. Parmi les flavonoïdes: la rutine, l'apigénine, la lutéoline, la quercétine, la naringine, l'hespérétine, la rhoifoline, l'ériocitrine, l'hespéridine et la néohespéridine. Pour les acides phénoliques, l'acide quinique, l'acide caféique, l'acide rosmarinique, l'acide férulique, le pyrogallol, l'acide syringique et l'acide gallique. 2 études portant sur des extraits méthanoliques de fleurs de C. aurantium , le composé phénolique pyrogallol présente la quantité la plus élevée[2].

- et aussi des alcaloïdes, l'huile essentielle, des polyterpènes et des stérols. L'huile essentielle de fleur de bigaradier non diluée est rare et couteuse, elle est recherchée par la parfumerie et de l'industrie cosmétique. Son principal composant est le linalol, suivi du d-limonène, de l'acétate de linalyle et du β-pinène[2].

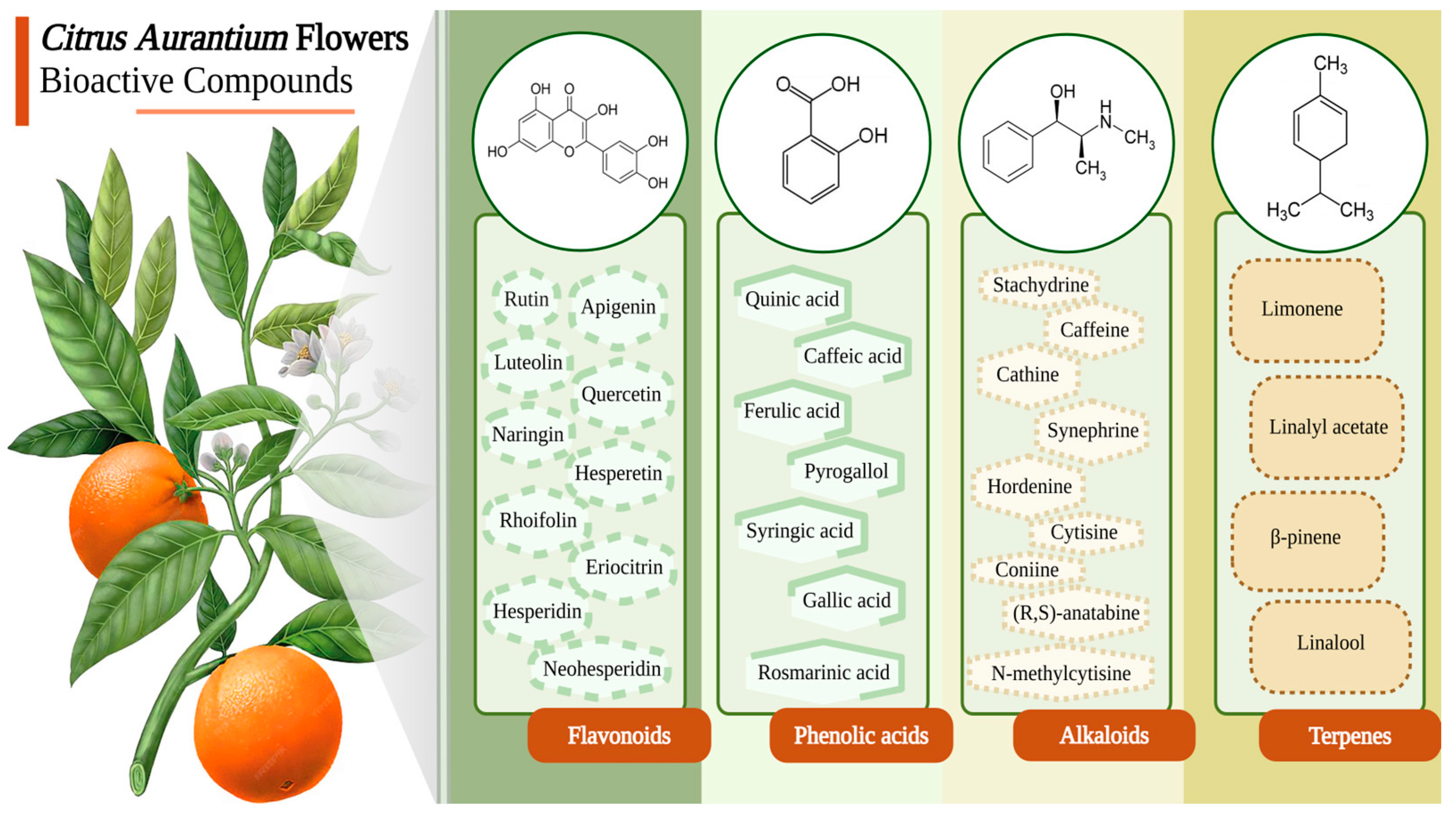
Composition de la fleur de bigarade (2025)

Elle possède une saveur très parfumée et un parfum suave caractéristique de fleur d'oranger.

## Utilisation
Historiquement elle figure dans les ouvrages de médecine, chirurgie, pharmacie comme composant des remèdes. Au XVIe siècle elle est considérée comme un baume. C'est au XIXe siècle qu'elle est le plus mentionnée dans la littérature numérisée. A cette époque l'orthographe est eau de fleurs d'oranger, fleur s'écrit majoritairement au singulier: eau de fleur d'oranger, depuis le XXe siècle. Le dictionnaire des difficultés de la langue française (1980) valide le singulier à fleur. Depuis la fin du XXe siècle l'eau de fleur d'oranger est presque exclusivement mentionnée dans les livres de cuisine et de diététique.

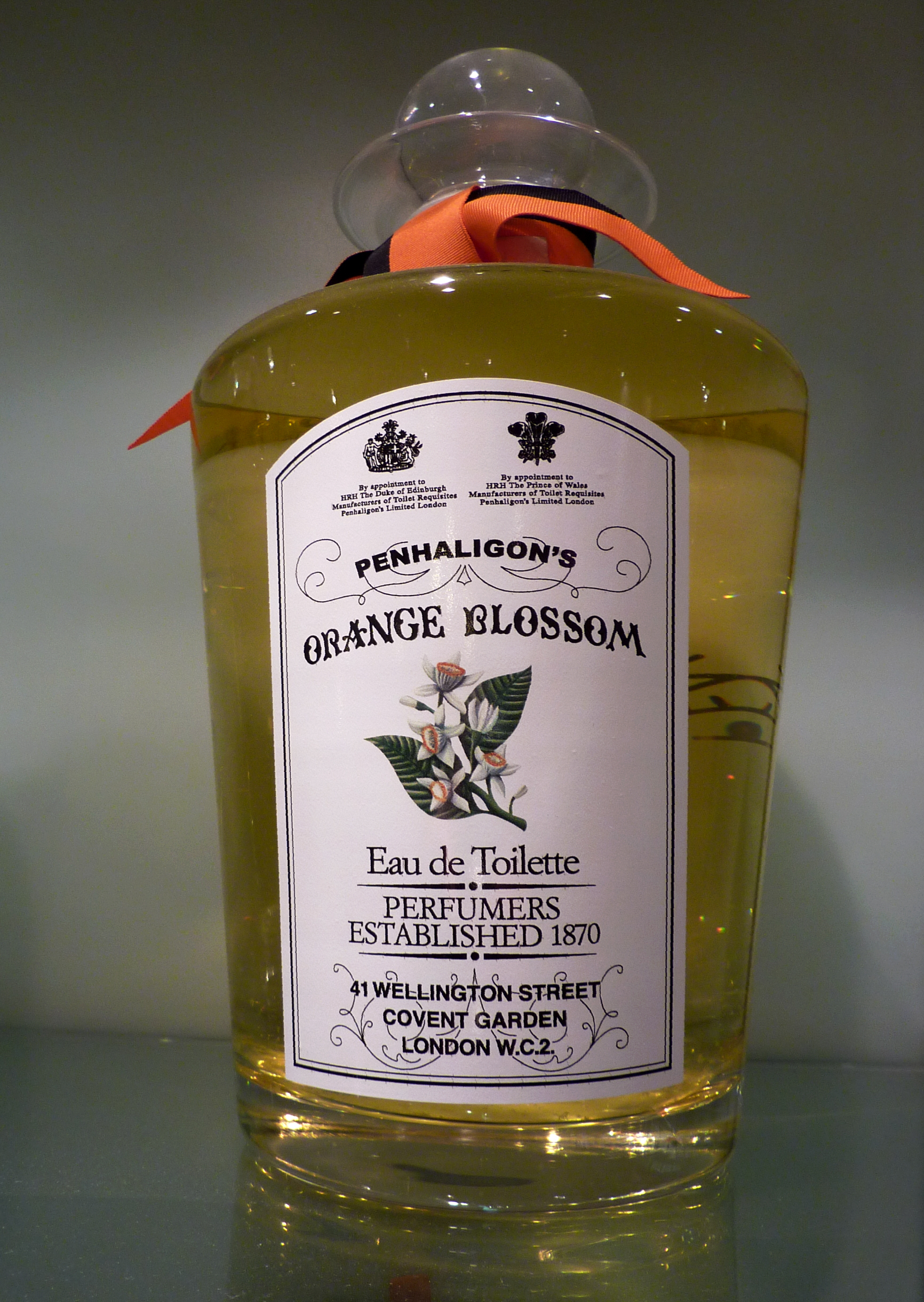
Eau de toilette à la fleur d'oranger

En parfumerie, elle entrait dans la compositions des eaux odorantes: eau des Sultanes, eau d'Ambre, eau de Flore. Appréciée pour ses potentielles vertus apaisantes et adoucissantes, l'eau de fleur d'oranger est aussi utilisée dans l'industrie du cosmétique et de la parfumerie (les eaux florales). Elle est reconnue antioxydante, anticancéreuses, antimicrobienne, anti-inflammatoire, anti-obésité, anti amnésique. L'eau de fleur d'oranger entrait dans la composition de nombreuses préparations pharmaceutiques. Elle est appliquées sur les peaux sèches.
Son utilisation est très populaire en Afrique du Nord où elle sert à aromatiser entre autres des pâtisseries (corne de gazelle) et des boissons. Dans le midi de la France, elle est aussi utilisée pour aromatiser la navette de Marseille, la fouasse, les échaudés, ou la flaune. On la trouve dans des recettes de glaces et de liqueurs, les salades de fruits et dans le lait de poule. En pâtisserie elle entre dans la préparation des biscuits à la cuillère, des croquignoles, des flans, des soufflés, des crèmes, de l'ambroisie (macération de citrons et de pommes).  
En Algérie, l’eau de fleur d’oranger est également utilisée pour atténuer la sensation de chaleur et apaiser les coups de soleil, notamment en l’appliquant sur la tête comme remède rafraîchissant.